# Engelwurzwiese bei Zwintschöna
Die Engelwurzwiese bei Zwintschöna ist ein FFH-Gebiet in der Gemeinde Kabelsketal im Saalekreis in Sachsen-Anhalt.

## Allgemeines
Das FFH-Gebiet ist circa 7 Hektar groß. Es umfasst das Naturdenkmal „Feuchtwiese bei Zwintschöna mit Sumpf-Brustwurz“. Das FFH-Gebiet ist durch die Landesverordnung zur Unterschutzstellung der Natura 2000-Gebiete im Land Sachsen-Anhalt (N2000-LVO LSA) seit dem 21. Dezember 2018 rechtlich gesichert. Zuständige untere Naturschutzbehörde ist der Saalekreis.

## Beschreibung
Das FFH-Gebiet liegt südöstlich von Halle (Saale) im Halleschen Ackerland. Es umfasst eine Feuchtwiese in der Niederung der Reide mit einzelnen Gehölzen und randlichen Gehölzstrukturen. Auf der Feuchtwiese sind stellenweise Röhrichte, Seggenriede und Hochstaudenfluren ausgebildet. Auf der Feuchtwiese siedeln individuenreiche Vorkommen der Sumpfengelwurz. Weiterhin siedeln hier untere anderem Färberscharte, Gewöhnliche Wiesensilge, Strandaster und Sumpfplatterbse. Das FFH-Gebiet beherbergt unter anderem die Bauchige Windelschnecke und die Schmale Windelschnecke. Die Spanische Wegschnecke breitet sich im FFH-Gebiet aus und gefährdet die Sumpfengelwurz.
Das FFH-Gebiet grenzt im Osten an die Ortslage von Zwintschöna und im Westen an ein Kleingartengebiet.